# Ministère de la Marine (Japon)
Pour les articles homonymes, voir Ministère de la Marine.
Le ministère japonais de la Marine (海軍省, Kaigunshō) était un ministère de l'empire du Japon chargé d'administrer la Marine impériale japonaise. Il exista de 1872 à 1945.

## Histoire
Le ministère de la Marine fut créé en avril 1872, en même temps que le ministère de la Guerre, afin de remplacer le ministère des Affaires militaires (Hyōbushō) au sein du gouvernement de Meiji.
Initialement, le ministère de la Marine était chargé de l'administration et du commandement opérationnel de la Marine impériale japonaise. Cependant, avec la création de l'État-major de la Marine impériale japonaise en mai 1893, il ne lui restait plus que les fonctions administratives.
« Le ministère était responsable du budget de la Marine, de la construction des navires, de l'achat des armes, du paiement du personnel, d'assurer les liaisons avec la Diète du Japon et du Cabinet et de s'occuper des grandes questions de la politique maritime. L'État-major dirigeait les opérations de la flotte et de la préparation des plans de guerre ».
Jusque dans les années 1920, le ministère de la Marine avait la prépondérance sur l'État-major de la Marine sur le plan de l'influence politique. Cependant, les officiers de l'État-major améliorèrent leur situation à la suite de la conférence navale de Washington en 1921-22. Les États-Unis et l'Empire britannique voulaient établir un ratio naval mondial et ils demandèrent au Japon de se limiter à une plus petite flotte que celles des pays occidentaux. Le ministère de la Marine était disposé à accepter car il cherchait à maintenir l'alliance anglo-japonaise, mais l'État-major de la Marine refusa. La Marine impériale japonaise se divisa alors en deux cliques politiques mutuellement hostiles, la faction de la flotte et la faction du traité. Finalement, le Japon entérina le traité, mais se retira en 1934. Pendant les années 1930, avec la montée du militarisme japonais, la faction de la Flotte a progressivement gagné de l'ascendance sur la faction du Traité et en est venue à contrôler l'État-major de la Marine, l'organisme qui fut à l'origine de l'attaque de Pearl Harbor contre les souhaits du ministère de la Marine, plus diplomatique.
Après 1937, le ministre de la Marine et le chef de l'État-major de la Marine furent membres du quartier-général impérial.
Après la défaite de l'empire du Japon dans la Seconde Guerre mondiale, le ministère de la Marine fut aboli en même temps que la Marine impériale japonaise par l'occupant américain en novembre 1945 et ne fut pas restauré par la constitution du Japon.

## Organisation

### Divisions des opérations internes
- Bureau des Affaires militaires
- Bureau de mobilisation
- Bureau technique
- Bureau du personnel
- Bureau de l'entraînement
- Bureau de médecine
- Bureau des chantiers navals
- Bureau de la construction des navires
- Bureau juridique
- Bureau des comptes et de l'administration

### Divisions des opérations externes
- Bureau naval de l'aviation
- Académie navale impériale du Japon
- Académie de la guerre navale
- École navale d'administration
- École navale de médecine
- École navale d'ingénieurie
- Division des sous-marins
- Division des canaux et des voies navigables
- Département technique naval
- Tribunal naval
- Tribunal naval de Tokyo
- Division de la guerre chimique
- Division des radios et radars
- Bureau des transports et des équipements
- Division de la construction navale
- Division de maintenance et de réparation navale
- Division des armes d'attaque spéciales
- Division de réaction urgente
- Division naval d'entraînement aérien
- Division naval de renseignement

## Liste des ministres de la Marine
Selon la loi, le ministre de la Marine devait être un amiral ou vice-amiral en service actif. Sa fonction première était de s'occuper des communications entre l'État-major général de la Marine impériale japonaise, la Marine impériale japonaise, le Cabinet et la Diète du Japon.

### Ministres de la Marine
- Kaishū Katsu
- Sumiyoshi Kawamura
- Takeaki Enomoto (28 février 1880-7 avril 1881)
- Kuranosuke Nakamuta
- Kabayama Sukenori

| #  | Dates                         | Nom                              |
| -- | ----------------------------- | -------------------------------- |
| 1  | Juillet 1885 – Juillet 1886   | Yorimitchi Saigo                 |
| 2  | Juillet 1886 – Juillet 1887   | Iwao Ōyama                       |
| 3  | Juillet 1887 – mai 1890       | Yorimitchi Saigo                 |
| 4  | Mai 1890 – Août 1892          | Kabayama Sukenori                |
| 5  | Août 1892 – Mars 1893         | Nire Kagenori                    |
| 6  | Mars 1893 – Novembre 1898     | Yorimitchi Saigo                 |
| 7  | Novembre 1898 – Janvier 1906  | Gonnohyōe Yamamoto               |
| 8  | Janvier 1906 – Avril 1914     | Saitō Makoto                     |
| 9  | Avril 1914 – Août 1915        | Yashiro Rokurō                   |
| 10 | Août 1915 – Octobre 1921      | Katō Tomosaburō                  |
| 11 | Octobre 1921 – Novembre 1921  | Takashi Hara (par intérim)       |
| 12 | Novembre 1921                 | Uchida Kōsai                     |
| 13 | Novembre 1921 – Mars 1922     | Korekiyo Takahashi (par intérim) |
| 14 | Mars 1922 – Mai 1923          | Katō Tomosaburō                  |
| 15 | Mai 1923 – Janvier 1924       | Takarabe Takeshi                 |
| 16 | Janvier 1924 – Juin 1924      | Murakami Kakuichi                |
| 17 | Juin 1924 – Avril 1927        | Takarabe Takeshi                 |
| 18 | Avril 1927 – Juillet 1929     | Keisuke Okada                    |
| 19 | Juillet 1929 – Novembre 1929  | Takarabe Takeshi                 |
| 20 | Novembre 1929 – Mai 1930      | Osachi Hamaguchi (par intérim)   |
| 21 | Mai 1930 – Octobre 1930       | Takarabe Takeshi                 |
| 22 | Octobre 1930 – Décembre 1931  | Kiyokazu Abo                     |
| 23 | Décembre 1931 – Mai 1932      | Mineo Ōsumi                      |
| 24 | Mai 1932 – Janvier 1933       | Keisuke Okada                    |
| 25 | Janvier 1933 – Mars 1936      | Mineo Ōsumi                      |
| 26 | Mars 1936 – Février 1937      | Osami Nagano                     |
| 27 | Février 1937 – Août 1939      | Mitsumasa Yonai                  |
| 28 | Août 1939 – Septembre 1940    | Zengo Yoshida                    |
| 29 | Septembre 1940 – Octobre 1941 | Koshirō Oikawa                   |
| 30 | Octobre 1941 – Juillet 1944   | Shigetarō Shimada                |
| 31 | Juillet 1944                  | Naokuni Nomura                   |
| 32 | Juillet 1944 – Décembre 1945  | Mitsumasa Yonai                  |